# Matthias Cantor
Matthias Cantor (* 21. März 1861 in Wien; † 23. Mai 1916 in Weitlanbrunn) war ein österreichischer  Physiker.
Cantor studierte in Wien und Tübingen, promovierte mit der Dissertation Über Capillaritätskonstanten und habilitierte sich in Tübingen in Physik und Mathematik. Er war Professor für Physik und physikalische Chemie an der Universität Straßburg und später Professor für Theoretische Physik an der Julius-Maximilians-Universität Würzburg. Cantor meldete sich 1915 mit 53 Jahren als Freiwilliger und fiel im Ersten Weltkrieg an der Dolomitenfront.
Er befasste sich vor allem mit Thermodynamik (Wärmelehre) und Hydrodynamik und -statik (z. B. Kapillarität) und veröffentlichte vor allem in den Annalen der Physik und Chemie.
Er war Mitarbeiter am von Adolf Winkelmann herausgegebenen  Handbuch der Physik (Artikel Wärmewirkung des Stromes infolge des Widerstandes, Galvanische Polarisation, Theorie der Galvanischen Elemente).